# Paula Obanana
Paula Lynn Parrocho Obanana (* 19. März 1985 in Dumaguete City, verheiratete Paula Lynn Cao Hok) ist eine US-amerikanische Badmintonspielerin philippinischer Herkunft. 

## Karriere
Paula Obanana gewann 2005 die philippinische Meisterschaft im Damendoppel mit Kennie Asuncion. 2009 siegte sie bei den Miami PanAm International mit Priscilla Lun im Doppel. 2010 und 2011 gewann sie die Brazil International. 2011 nahm sie ebenfalls an der Badminton-Weltmeisterschaft teil.

## Sportliche Erfolge
| Saison | Veranstaltung                | Disziplin   | Platz | Name                            |
| ------ | ---------------------------- | ----------- | ----- | ------------------------------- |
| 2005   | Philippinische Meisterschaft | Damendoppel | 1     | Kennie Asuncion / Paula Obanana |
| 2009   | Miami PanAm International    | Damendoppel | 1     | Priscilla Lun / Paula Obanana   |
| 2010   | Brazil International         | Damendoppel | 1     | Eva Lee / Paula Obanana         |
| 2011   | Brazil International         | Damendoppel | 1     | Eva Lee / Paula Obanana         |
| 2012   | Polish International         | Damendoppel | 2     | Eva Lee / Paula Obanana         |
| 2019   | Benin International          | Mixed       | 1     | Howard Shu / Paula Obanana      |